# 奥野麻理
奥野 麻理（おくの まり、1983年6月26日 - ）は大阪府出身のモデル・タレント。ジャパンモデルエージェンシー所属。展示会をはじめ、関西を中心に活動している。

## おもな出演

### テレビ
- トミーズのはらぺこ亭(2006年7月-2007年3月、関西テレビ) - 街ぺこハンターズ(Goo♡Goo)3期生
- インリンのM時ですョ!(2007年4月-9月 、サンテレビ) - Mドル1期生(奥野マリ名義)
- ごきげん!ブランニュ(2007年7月-8月 、ABC) - 夏のごきブラカバーガール

### CM
- NTT
- マツヤデンキ
- 日本直販テレビショッピング「ロデオボーイⅡ」